# Шилово (Кораблинский район)
Шилово — населённый пункт, входящий в состав Молвинослободского сельское поселение  сельского поселения Кораблинского района Рязанской области.
Находится в 12 километрах западнее районного центра Кораблино, на берегу реки Прони.
Тянется вдоль автотрассы «Кораблино-Новомичуринск».

## История
В платежных книгах Каменского стана 1594–1597 годов упоминается деревня Хомутцкая во владении за сыном Шиловского. 
В приправочных книгах Каменского стана 1596–1598 годов эта деревня на реке Проне записана снова за Шиловским. 
В писцовых книгах Каменского стана 1628–1629 годов упоминается пустошь Хомутцкая за вдовой и детьми Шиловского. 
Вновь возникшая в XVII веке деревня стала носить название от фамилии своих владельцев – Шилово. В источниках XVIII века – деревня Шилово – Малый Хомутец. 
В 1850 году числится 13 дворов.
С середины XIX века это сельцо Шилово. И в дальнейшем встречается двойное наименование селения: Шилово – Малый Хомутец, а также Шилово (Хомутец).

## Население
| 2010 |
| ---- |
| 22   |